# نظمي البدوي
نظمي البدوي (مواليد 24 أغسطس 1991) هو لاعب كرة قدم فلسطيني-أمريكي يلعب في مركز خط الوسط في نادي سينسيناتي. لعب كرة القدم في جامعة ولاية كارولينا الشمالية. ولد البدوي في الولايات المتحدة الأمريكية ويُمثل منتخب فلسطين لكرة القدم.

## حياة شخصية
البدوي هو الأصغر بين 3 إخوة وأخوات، ولديه شقيقتان كبيرتان. انتخب البدوي رئيسا للصفوف لمدة أربع سنوات من المدرسة الثانوية. عائلته من ترشيحا.

## روابط خارجية
- نظمي البدوي على موقع الدوري الأمريكي (الإنجليزية)
- نظمي البدوي على موقع قاعدة بيانات كرة القدم.إي يو (الإنجليزية)
- نظمي البدوي على موقع ناشيونال فوتبول تيمز (الإنجليزية)
- نظمي البدوي على موقع Soccerbase.com (لاعب) (الإنجليزية)
- نظمي البدوي على موقع Soccerway.com (الإنجليزية)
- نظمي البدوي على موقع عالم كرة القدم.نت (الإنجليزية)